# Kandelia obovata
Kandelia obovata — вид мангровых растений семейства Ризофоровые. В результате исследований различий в количестве хромосом, молекулярном строении ДНК, анатомическом строении листьев и физиологических адаптациях, присущих представителям канделии в разных частях ареала, в 2003 году был выделен в самостоятельный вид до этого монотипного рода Канделия.

## Описание
Представляет собой небольшое дерево или кустарник, обычно высотой до 3 м. Растёт относительно медленно — 1,5 м за 5 лет. На каменистых почвах, подверженных влиянию солёной океанической воды, может принять форму карликового кустарника высотой 40 см. Ядра клеток содержат 36 хромосом. Является самым холодоустоучивым мангровым растением.

### Листья
Листья супротивные, цельные, от обратнояйцевидных до обратнояйцевидно-эллиптических, реже обратнояйцевидно-продолговатых. Длина 6—12 см, ширина 2,5—5 см. Края цельные, слегка загнуты. Черешки круглые в сечении, 1—1,5 см длиной. Прилистники линейные, уплощённые, длиной 2,5—3,2 см. От основной жилки отходят 5—8 пар второстепенных. С адаксиальной стороны листьев палисадная паренхима четырёхслойная, с абаксиальной — одно-двухслойная.

### Цветки
Цветки собраны в одиночные цимозные соцветия, имеющие 8, реже от 4-х до 10—13-ти, цветков. Цветоножки с двумя прицветничками, их длина 5—6 мм. Чашелистики с абаксиальбной стороны во время цветения белые. Длина чашелистиков 15—19 мм, ширина 2,5—3,2 мм. Прицветнички высотой 2,5—3 мм достигают полости завязи. Их форма приближается к U-образной. Лепестки белые, частично расщеплённые на 2 части шириной 1—1,2 мм, со сросшейся частью 2,3—2,5 мм. На каждой половинке 8-12, реже 6 слегка искривлённых нитей разной длины. Пыльники длиной 1,2—1,8 мм тёмно-розовые перед вскрыванием. Длина пыльцевых зёрен примерно 26,5 мкм. Столбик пестика 1,4—1,6 мм, розовый снизу и зеленоватый сверху.

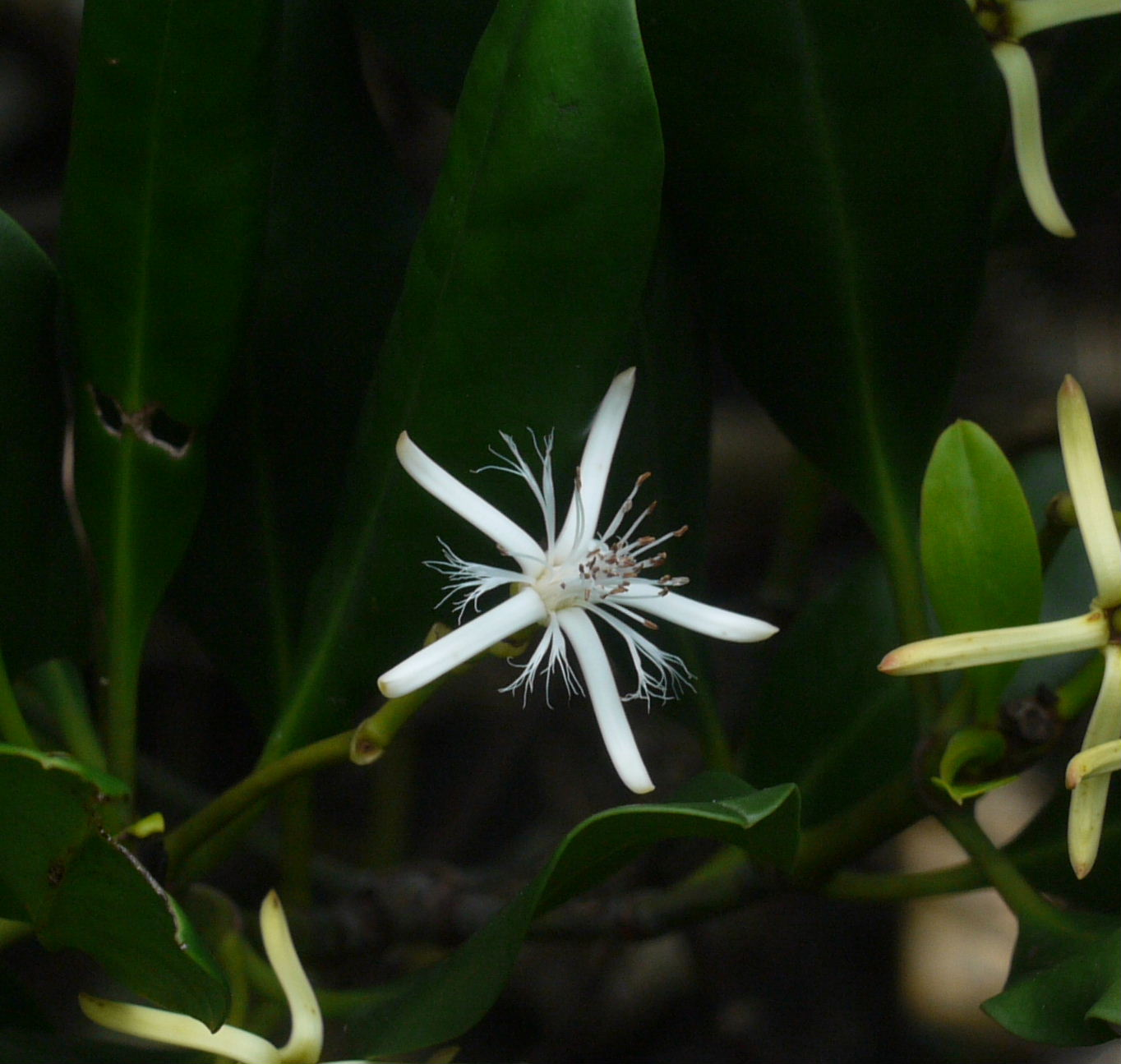
Цветок
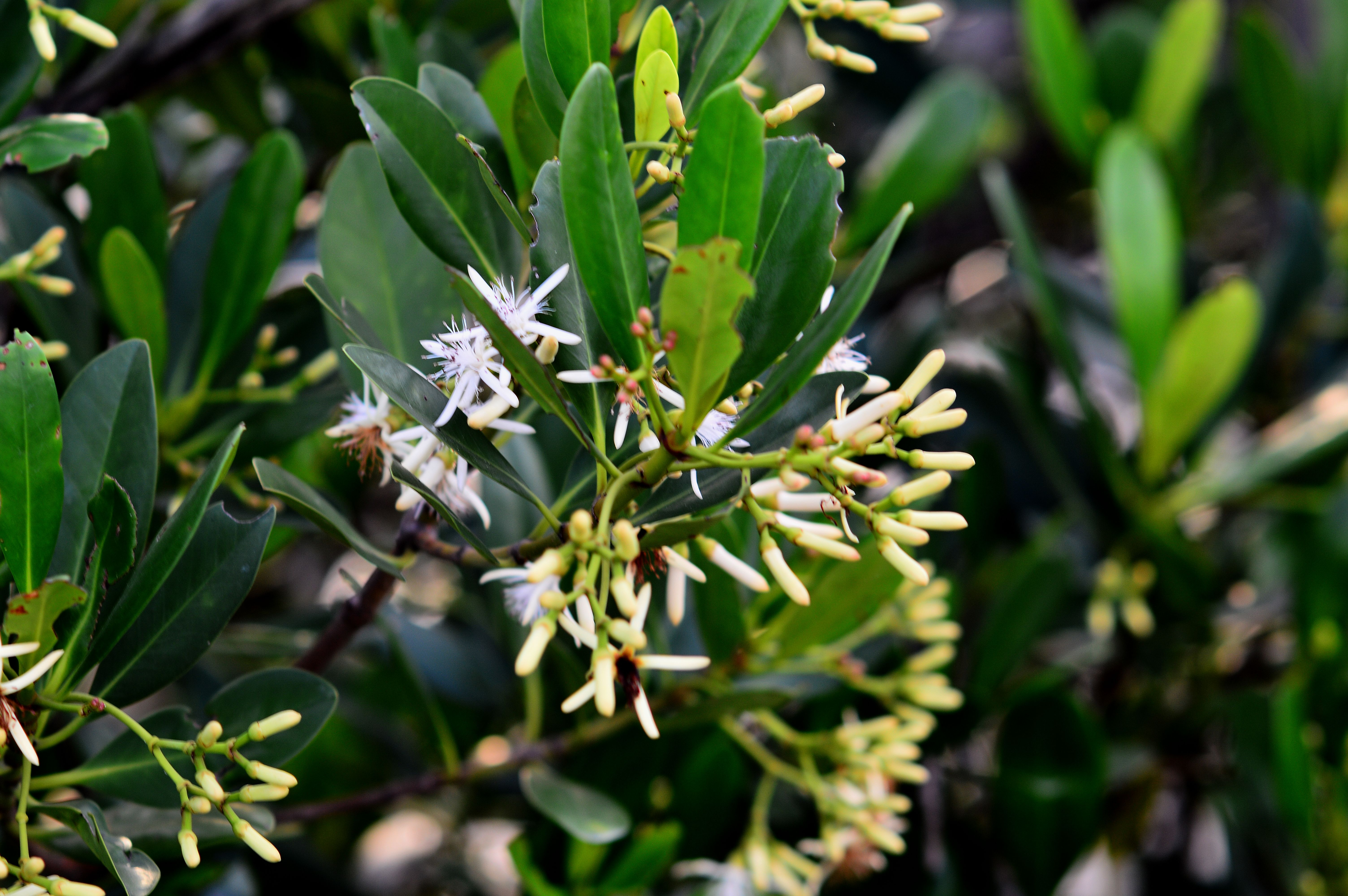
Соцветия
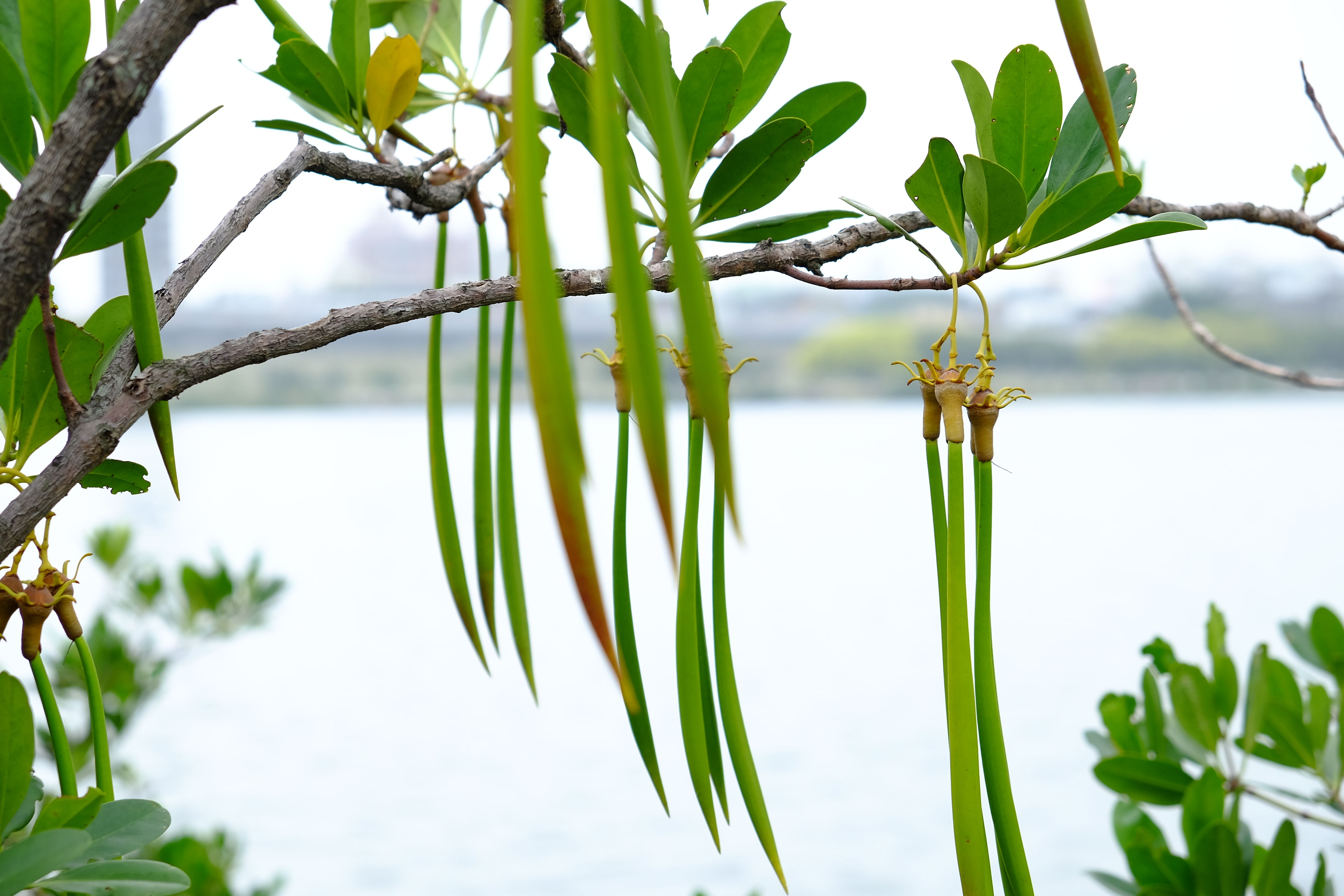
Ветвь с проростками
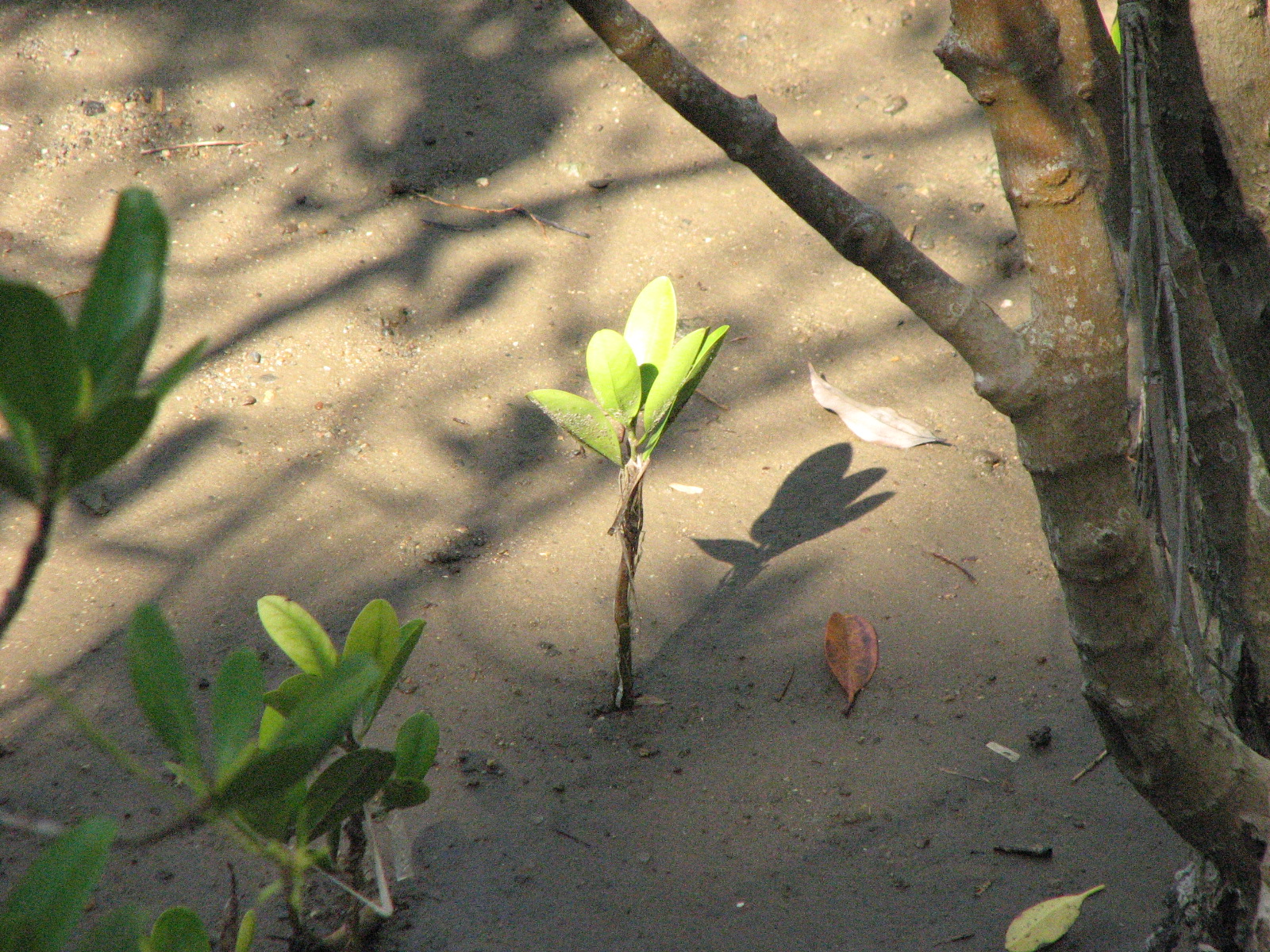
Укоренившийся проросток

### Плоды
Односеменные плоды постоянно несут чашелистики. Узкий прямой, направленный вниз, сужающийся к концу проросток развивается в плоде, не потерявшим связь с материнским деревом. Длина плода — 1,2—1,5 см, трубки чашечки — 0,6—0,8 см. Проросток вырастает до 520 см, реже до 23 см, имея в наиболее широкой части диаметр 0,9—1,6 см.

## Место в древостое
Распространена преимущественно в подлеске мангровых лесов, на северной границе ареала может образовывать самостоятельный древостой. Может доминировать в смешанном древостое, в подлеске часто является наиболее заметной древесной породой. Встречается в ассоциации с бругиерой голокорневой, эгицерасом рожковидным, и др.

## Места произрастания
Произрастает в мангровых лесах, в нижнем течении эстуариев в местах, с небольшой высотой прилива. В достаточно отдалённой от моря зоне растёт непосредственно на берегах эстуариев. Может первой заселять безлесые участки.
Kandelia obovata — самое северное мангровое растение, произрастает вплоть до 31° 23’ с. ш. (японский остров Кюсю).
Ареал включает в себя Вьетнам, Китай, Тайвань, Японию и индонезийские острова Бунгуран. Возможно встречается и на севере Филиппин.

## Использование
Ценная твёрдая древесина используется для разных целей. Также заготавливается на дрова.